# Mohand Laenser
Mohand Laenser, né le 22 juin 1942 à Imouzzer Marmoucha, est un homme politique marocain, secrétaire général du Mouvement populaire . 
Ancien ministre de l'Intérieur marocain, il est élu le 14 septembre 2015 président du conseil régional de la région de Fès-Meknès. 

## Carrière politique
Lauréat du cycle supérieur de l'École nationale d'administration, Mohand Laenser a effectué des formations professionnelles à l'Institut national des postes et télécommunications de Rabat, l'École nationale supérieure des télécommunications de Paris et l'Institut international d'administration publique. Depuis 1969, il a assumé plusieurs fonctions au sein du ministère des Postes et Télécommunications. En novembre 1981, il est nommé à la tête de ce département. Le 30 novembre 1983, il est nommé Ministre des Postes et Télécommunications, pour être reconduit à ce poste le 11 avril 1985. Du  7 novembre 2002, a octobre 2007, il occupe le poste de Ministre de l’Agriculture du Développement Rural et de la pêche maritime.
Secrétaire général du Mouvement populaire, il est élu député, aux élections législatives directes du 25 juin 1993, de la circonscription de Boulmane (province de Boulmane).
Le 12 novembre 1994, Laenser est réélu secrétaire général du Mouvement populaire. Le 13 juin 1997, il est élu aux élections communales. Il est élu et réélu député aux élections législatives du 27 septembre 2002 et 7 septembre 2007.
Il est, tout comme Mohamed Thamaldou de l'Union constitutionnelle, l'un des vice-présidents de l'Internationale libérale. Le 29 juillet 2009, il est nommé ministre d'État lors du léger remaniement dans le gouvernement Abbas El Fassi. Le 3 janvier 2012, il est nommé ministre de l'Intérieur dans le gouvernement Benkiran. Dans le « gouvernement Benkiran II », Mohand Laenser est nommé Ministre de l'Urbanisme et de l'Aménagement du territoire national, en octobre 2013.

## Décoration
Il est décoré du Wissam Er reda de première classe.